# Orit Zu'arec
Orit Zu'arec (hebrejsky: אורית זוארץ, rusky: Орит Зуарец, narozena jako Светлана Моисеевна Черняк, Světlana Mojsejevna Černjak) je izraelská politička a bývalá poslankyně Knesetu za strany ha-Tnu'a a Kadima.

## Biografie
Narodila se 21. února 1967 v Krasnojarsku v Sovětském svazu, v dnešním Rusku. V roce 1971 přesídlila do Izraele. Získala vysokoškolské vzdělání bakalářského typu v oboru sociálních věd a magisterské v oboru novověké dějiny Blízkého východu. Žije ve městě Kadima-Coran, je vdaná, má tři děti. Hovoří hebrejsky, anglicky, rusky a arabsky. V letech 1985–1988 sloužila v izraelské armádě u zpravodajských jednotek.

## Politická dráha
V letech 2003–2006 působila jako místostarostka města Kadima-Coran, v letech 2003–2008 byla v této obci členkou městské rady. Pracovala v ruskojazyčném odboru Židovské agentury. Zasedá ve správní radě organizace Israel Women`s Network.
Do Knesetu nastoupila po volbách roku 2009, ve kterých kandidovala za stranu Kadima. Ve funkčním období od roku 2009 působí jako členka parlamentního výboru pro status žen a výboru pro zahraniční záležitosti a obranu. Předsedala podvýboru pro obchod s ženami.